# Acropora turaki
Espèce
Statut de conservation UICN

 VU A4ce : Vulnérable
Statut CITES
Acropora turaki est une espèce de coraux appartenant à la famille des Acroporidae.